# Frans Schartau (1828–1881)
Frans Henrik Johan Schartau, född 26 juni 1828 i Sjösås församling, Kronobergs län, död 22 juli 1881 i Skultuna församling, Västmanlands län, var en svensk godsägare och politiker. Han var son till Frans Schartau och far till Emil Schartau.
Schartau var ägare till godset Forsby i Skultuna socken i Västmanland. I riksdagen var han ledamot av andra kammaren.